# Ceratitis capitata

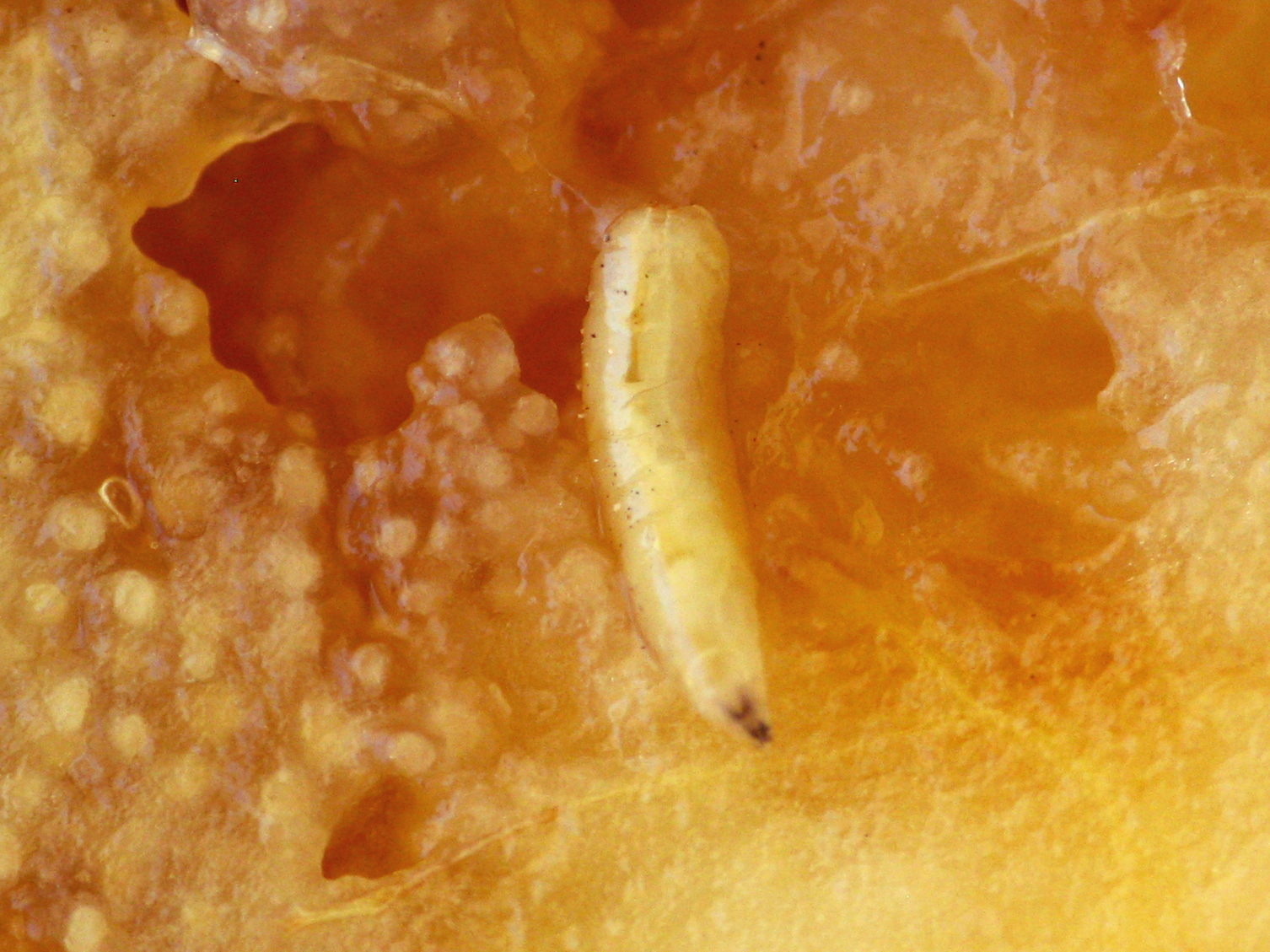
Larva de C. capitata

Ceratitis capitata es una especie de díptero braquícero de la familia Tephritidae originaria de la costa occidental de África, donde viven especies muy cercanas. Desde allí se extendió a zonas con climas templados, subtropicales y tropicales de los dos hemisferios.
Se le considera una especie cosmopolita por la dispersión mundial que actualmente tiene debida en gran medida al aumento del comercio mundial de frutas.
A pesar de su origen se le suele denominar mosca mediterránea de la fruta, ya que es en estos países del mediterráneo donde su incidencia económica en los cultivos es mayor. También se le denomina a veces simplemente mosca de la fruta aunque este nombre corresponde a otras especies de moscas.

## Ciclo biológico
La duración del ciclo depende de la temperatura. La actividad se reduce durante el invierno, que normalmente pasa en estado de pupa. Si la temperatura pasa de 14 °C se reactiva. En zonas de clima suave, puede completar de 6 a 8 generaciones anuales.
Al terminar el invierno, el insecto adulto sale del pupario que se encuentra enterrado en el suelo cerca de los árboles y busca un lugar soleado, 15 minutos después el tegumento se endurece y adopta la coloración típica de la especie. Después comienza a volar, ya que tiene entonces sus alas desarrolladas aunque sus órganos sexuales todavía no.
Realiza vuelos cortos y se posa donde encuentra sustancias azucaradas, con predilección por las frutas, ya que son necesarias para alcanzar su madurez sexual. El macho segrega una feromona que es reconocida por la hembra a la que atrae y así realiza el encuentro y el apareamiento. 
La hembra fecundada inicia la puesta en la pulpa de la fruta, atraída por el olor y el color (prefiere el amarillo y el naranja, por ello las frutas no maduras no les atraen).
Una sola cópula en la vida de la hembra es suficiente para la fertilización continua de todos los huevos que vaya poniendo. Si las temperaturas son favorables los huevos eclosionan en unos dos días.
Las larvas se alimentan de la pulpa de la fruta en la que producen galerías. Una vez que completan su desarrollo larvario, salen del fruto, y se dejan caer al suelo donde se entierran y pasan la fase de pupa.
Las moscas adultas tienen una limitada capacidad de expansión, pero el comercio global de frutas es capaz de transportar frutas infectadas miles de kilómetros en poco tiempo, ayudando a su dispersión.

## Daños en la agricultura
En España esta especie está muy extendida, sobre todo en el sur y zona mediterránea. Afecta a multitud de especies cultivadas como; naranja, mandarina, melocotón, higo, albaricoque, ciruela, kaki etc., por lo que su control es difícil. Las únicas producciones que escapan a sus ataques son las obtenidas desde final de otoño a principio de primavera ya que el frío de esa época hace que el insecto no muestre actividad.
El daño producido en el fruto es el que produce la larva de esta mosca que se alimenta de la pulpa de las frutas, dejando dentro de ella todos sus excrementos, además de servir de vía de contaminación para distintos tipos de hongos, que producen putrefacción, lo cual hace que esos frutos se caigan al suelo antes de tiempo o no sean comercializables.

### Control fitosanitario
En la actualidad en España en control fitosanitario de este insecto se basa en uno o más de los siguientes métodos
- Tratamientos fitosanitarios con alguno de los productos autorizados en cada cultivo.
- Trampeo masivo. Se trata de poner un número elevado de trampas que atraen a la mosca y una vez que entra les impide su salida y mueren. Es más efectivo cuanto mayor sea la superficie en la que se dispongan las trampas.
- Uso de machos estériles. Lo realizan normalmente organismos oficiales sobre grandes superficies. Se trata de soltar en el campo machos de este insecto de forma masiva. Machos que previamente se han criado y esterilizado mediante radiación. Estos machos se aparean con las hembras silvestres y por tanto evitan que se apareen con machos silvestres no estériles, dando lugar a puestas de huevos no viables.

### Control biológico
Hasta el momento, el control biológico de este insecto no está conseguido, pero son numerosos los estudios que se están realizando con el objetivo de conseguir que sean los enemigos naturales de este insecto los que lo controlen. Uno de los enemigos naturales que se está estudiando es Diachasmimorpha tryoni una avispilla cuyas hembras parasitan las larvas de C. capitata, pero aún los estudios se encuentran en sus primeras fases.

## Invasiones
En los Estados Unidos de América, C. capitata se ha extendido por cuatro estados (Hawái, California, Texas y Florida), pero fue erradicado de todos menos Hawái. También ha sido erradicada de Nueva Zelanda y Chile.

### La crisis de la mosca de la fruta en California
Se han realizado muchas investigaciones y se han dedicado muchos medios para controlar esta mosca en California. En particular el uso de machos estériles ha conseguido erradicar esta especie en muchas zonas.
En 1982, el gobernador de California Jerry Brown, que había adquirido una reputación de  ambientalista, se enfrentó a una severa infestación de esta mosca en el área de la bahía de San Francisco. Bajo la presión de la industria agrícola del estado, que creía que estaban amenazados cientos de miles de dólares de sus producciones, Brown autorizó tratamientos masivos contra ella. Flotillas de helicópteros fumigaron con el insecticida malatión por las noches, y la Guardia Nacional de California puso controles en las carreteras y requisó toneladas de fruta posiblemente infectada; en la parte final de la campaña se liberaron millones de machos de mosca de la fruta estériles en un intento de romper su ciclo reproductivo.
Finalmente la plaga fue erradicada, pero el tamaño de la campaña creó controversia. Algunas personas aseguraban que el malatión es tóxico para las personas, además de para los insectos. En respuesta a estas objeciones, el jefe del gabinete de Brown B. T. Collins, dio una reunión de prensa en la cual bebió un pequeño vaso de malatión. Hubo personas que se quejaron diciendo que aunque el insecticida no fuese muy tóxico para las personas las pulverizaciones que se hicieron resultaban corrosivas para las pinturas de los coches.
Durante la semana del 9 de septiembre de 2007, se encontraron adultos y larvas de la mosca en Dixon (California). El departamento de Agricultura y Alimentación de California y funcionarios del estado y del condado comenzaron una cuarentena en esa zona. 

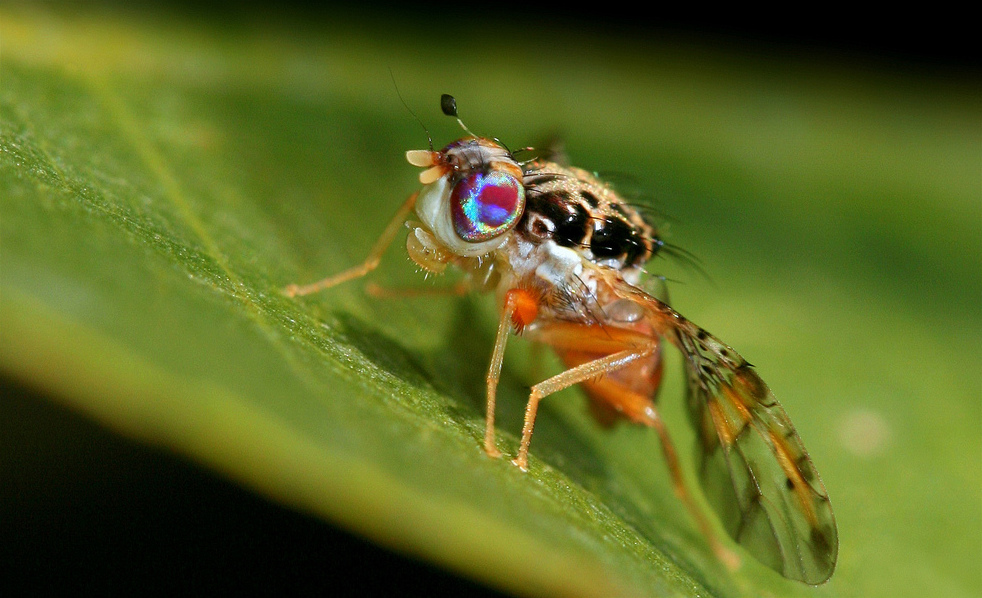
Ceratitis capitata macho

El 4 de noviembre de 2008, se encontraron cuatro adultos en El Cajón (California). La Comisión de Agricultura del condado de San Diego establecieron un plan de tratamientos, incluyendo la distribución de millones de machos estériles, cuarentena de producciones locales, y pulverizaciones al suelo con insecticidas ecológicos.